# محمد بلغربي
محمد بلغربي (مواليد 24 ديسمبر 1972) لاعب كرة قدم جزائري سابق. لعب للمنتخب الجزائري.

## إحصائيات الفريق الوطني
| منتخب الجزائر | منتخب الجزائر | منتخب الجزائر |
| سنة           | المباريات     | الأهداف       |
| ------------- | ------------- | ------------- |
| 2002          | 4             | 0             |
| مجموع         | 4             | 0             |

## روابط خارجية
- محمد بلغربي على موقع قاعدة بيانات كرة القدم.إي يو (الإنجليزية)
- محمد بلغربي على موقع ناشيونال فوتبول تيمز (الإنجليزية)